# Periophthalmodon septemradiatus
Periophthalmodon septemradiatus är en fiskart som först beskrevs av Hamilton 1822.  Periophthalmodon septemradiatus ingår i släktet Periophthalmodon och familjen smörbultsfiskar. Inga underarter finns listade i Catalogue of Life.